# Mymetall

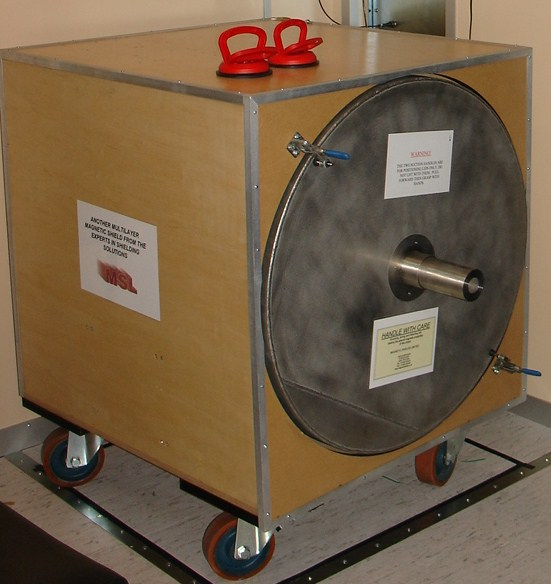
Låda med mymetall i fem lager. Varje lager är omkring 5 mm tjockt. I lådan har jordens magnetfält reducerats cirka 1500 gånger.

Mymetall är en nickel-järn legering (med ungefär 77 % nickel, 16 % järn, 5 % koppar och 2 % krom eller molybden) som kännetecknas av sin höga magnetiska permeabilitet. Dess höga permeabilitet gör mymetall mycket effektivt till att skärma av statiska eller lågfrekventa magnetfält, som inte kan dämpas med andra metoder. Namnet kom från den grekiska bokstaven my som representerar permeabilitet. Legeringen säljs under ett antal varunamn som Mumetal, MuMetal och MuShield. I denna artikel kommer deras gemensamma egenskaper att avhandlas.

## Hög permeabilitet
Mymetall har typiskt en relativ permeabilitet på 80,000-100,000 jämfört med flera tusen för vanligt stål. Dessutom har materialet låg magnetisk anisotropi och magnetostriktion, vilket ger det en låg koercivitet som resulterar i låga hysteresförluster i växelriktade magnetiska kretsar. Andra legeringar med hög permeabilitet såsom permalloy har liknande magnetiska egenskaper. Fördelen med mymetall är att den är mer formbar och användbar, så att den kan lätt formas till tunna ark som behövs för magnetisk avskärmning.
Föremål av mymetall kräver härdning när de har uppnått sin slutliga form. Härdningen består av glödgning i ett magnetfält i väteatmosfär, som ökar den magnetiska permeabiliteten. Glödgningen förändrar materialets kristallstruktur, riktar kornen och tar bort vissa föroreningar, särskilt kol, som hindrar den fria rörelsen av magnetiska domängränser. Böjning eller mekanisk chock efter värmebehandlingen kan störa kornens inriktning i materialet, vilket leder till en minskning av permeabiliteten i de drabbade områdena. Permeabiliteten kan återställas genom att upprepa härdningssteget med vätgas.

## Magnetisk avskärmning
Mymetallens höga permeabilitet ger en väg med låg reluktans för magnetiskt flöde. Mymetall har stor användning i magnetiska skydd mot statiska eller långsamt varierande magnetfält. Magnetisk avskärmning kan åstadkommas med mymetall och andra legeringar som har hög permeabilitet. Avskärmningen blockerar inte de magnetiska fälten, men ger de magnetiska fältlinjerna en möjlighet att gå runt det avskärmade utrymmet. Bästa formen för en avskärmning är en sluten behållare som omger det avskärmade utrymmet. Effektiviteten av skärmning med mymetall minskar med legeringens permeabilitet, som avtar vid låga fältstyrkor, men även på grund av mättnad vid höga fältstyrkor. Avskärmningar av mymetall består ofta av flera höljen innanför varandra, vilka var och en successivt minskar magnetfältet. RF magnetfält över cirka 100 kHz kan skärmas av med hjälp av Faradays bur, vanliga ledande metallplattor eller skärmar till skydd mot elektriska fält.

## Historik
Mymetall utvecklades av forskare som hette Smith och Garnett. 1923 patenterades användandet av mymetall för induktiv belastning av telegrafkabel under vatten. Patenttagare var ett brittiskt företag som hette The Telegraph Construction and Maintenance Co. Ltd. (numera Telcon Metals Ltd.). Företaget byggde telegrafkablar som lades på Atlantens havsbotten. Ledande havsvatten som omgav en sjökabel tillförde en hel del kapacitans på kabeln, vilket förvrängde signalen, begränsade bandbredden och saktade ned signaleringshastigheten till 10-12 ord per minut. Genom att lägga till induktans, för att kompensera den kapacitiva belastningen, kunde bandbredden ökas. Detta åstadkoms genom att linda ledarna med spiralformat metallband eller metalltråd med hög magnetisk permeabilitet, och på så sätt begränsa det magnetiska fältet. Mymetall uppfanns genom att tillföra koppar till Permalloy, en tidigare känd legering med hög permeabilitet. Syftet var att förbättra materialets duktilitetsegenskaper. 50 kilometer fin mymetalltråd behövdes för varje kilometer kabel, vilket skapade en stor efterfrågan på legeringen. Under första året av Telcons produktionen tillverkades 30 ton per vecka. Under 1930-talet minskade denna användning av mymetall, men under andra världskriget hittades många andra användningsområden inom elektronikindustrin (särskilt avskärmning för transformatorer och katodstrålerör men även tändrör inuti magnetiska minor).

## Användningsområden och egenskaper
Mymetall används för att skärma utrustning från magnetiska fält. Några exempel:
- Elkraftstransformator, byggda av mymetallskal, som hindrar att de påverkar närliggande kretsar.
- Hårddiskar som har mymetall underlag som magneterna som finns i enheten för att hålla det magnetiska fältet från skivan.
- Katodstrålerör som används i analoga oscilloskop.
- Magnetiska tonhuvuden i grammofoner hade mymetallkåpa för att minska störningar när skivan spelades upp.
- Utrustning för magnetisk resonanstomografi.
- Magnetometrar i utrustning för magnetencefalografi och magnetokardiografi.
- Fotomultiplikatorer.
- Vakuumkammare för experiment med lågenergielektroner, exempelvis fotoelektronspektroskopi.
- Supraledande kretsar och särskilt kretsar för Josephson-effekt.

Andra material med liknande magnetiska egenskaper är supermalloy, supermumetal, nilomag, sanbold, molybden permalloy, Sendust, M-1040, Hipernom, HyMu-80 och Amumetal.